# Saint-Denis-la-Chevasse
Saint-Denis-la-Chevasse és un municipi francès situat al departament de Vendée i a la regió de País del Loira. L'any 2007 tenia 1.979 habitants.

## Demografia

### Població
El 2007 la població de fet de Saint-Denis-la-Chevasse era de 1.979 persones. Hi havia 749 famílies de les quals 184 eren unipersonals (102 homes vivint sols i 82 dones vivint soles), 237 parelles sense fills, 299 parelles amb fills i 29 famílies monoparentals amb fills.
La població ha evolucionat segons el següent gràfic:
Habitants censats

### Habitatges
El 2007 hi havia 806 habitatges, 749 eren l'habitatge principal de la família, 35 eren segones residències i 23 estaven desocupats. 773 eren cases i 24 eren apartaments. Dels 749 habitatges principals, 548 estaven ocupats pels seus propietaris, 194 estaven llogats i ocupats pels llogaters i 6 estaven cedits a títol gratuït; 12 tenien una cambra, 25 en tenien dues, 80 en tenien tres, 186 en tenien quatre i 446 en tenien cinc o més. 617 habitatges disposaven pel capbaix d'una plaça de pàrquing. A 339 habitatges hi havia un automòbil i a 375 n'hi havia dos o més.

### Piràmide de població
La piràmide de població per edats i sexe el 2009 era:
| Homes | Edats   | Dones |
| ----- | ------- | ----- |
| 4     | 95 o +  | 0     |
| 0     | 90 a 94 | 16    |
| 20    | 85 a 89 | 20    |
| 8     | 80 a 84 | 28    |
| 32    | 75 a 79 | 52    |
| 28    | 70 a 74 | 52    |
| 44    | 65 a 69 | 12    |
| 32    | 60 a 64 | 40    |
| 24    | 55 a 59 | 24    |
| 60    | 50 a 54 | 48    |
| 88    | 45 a 49 | 44    |
| 64    | 40 a 44 | 60    |
| 48    | 35 a 39 | 68    |
| 72    | 30 a 34 | 60    |
| 72    | 25 a 29 | 60    |
| 48    | 20 a 24 | 36    |
| 68    | 15 a 19 | 60    |
| 60    | 10 a 14 | 44    |
| 44    | 5 a 9   | 40    |
| 56    | 0 a 4   | 40    |

## Economia
El 2007 la població en edat de treballar era de 1.232 persones, 977 eren actives i 255 eren inactives. De les 977 persones actives 925 estaven ocupades (515 homes i 410 dones) i 51 estaven aturades (15 homes i 36 dones). De les 255 persones inactives 95 estaven jubilades, 99 estaven estudiant i 61 estaven classificades com a «altres inactius».

### Ingressos
El 2009 a Saint-Denis-la-Chevasse hi havia 777 unitats fiscals que integraven 2.034,5 persones, la mediana anual d'ingressos fiscals per persona era de 16.623 €.

### Activitats econòmiques
Dels 70 establiments que hi havia el 2007, 5 eren d'empreses alimentàries, 1 d'una empresa de fabricació de material elèctric, 2 d'empreses de fabricació d'altres productes industrials, 11 d'empreses de construcció, 13 d'empreses de comerç i reparació d'automòbils, 3 d'empreses de transport, 3 d'empreses d'hostatgeria i restauració, 3 d'empreses d'informació i comunicació, 4 d'empreses financeres, 2 d'empreses immobiliàries, 11 d'empreses de serveis, 5 d'entitats de l'administració pública i 7 d'empreses classificades com a «altres activitats de serveis».
Dels 19 establiments de servei als particulars que hi havia el 2009, 1 era una oficina bancària, 3 tallers de reparació d'automòbils i de material agrícola, 2 paletes, 2 guixaires pintors, 4 fusteries, 1 lampisteria, 1 electricista, 2 perruqueries, 1 veterinari, 1 restaurant i 1 saló de bellesa.
Dels 6 establiments comercials que hi havia el 2009, 1 era una botiga de més de 120 m², 1 una fleca, 1 una carnisseria, 1 una sabateria, 1 una joieria i 1 una floristeria.
L'any 2000 a Saint-Denis-la-Chevasse hi havia 73 explotacions agrícoles que ocupaven un total de 3.498 hectàrees.

## Equipaments sanitaris i escolars
L'únic equipament sanitari que hi havia el 2009 era una farmàcia.
El 2009 hi havia 2 escoles elementals.

## Poblacions més properes
El següent diagrama mostra les poblacions més properes.